# Hiroto Sakai
Hiroto Sakai (japanisch 酒井 大登 Sakai Hiroto; * 11. August 1989 in Kasukabe) ist ein japanischer Fußballspieler.

## Karriere
Sakai erlernte das Fußballspielen in der Schulmannschaft der Saitama Sakae High School und der Universitätsmannschaft der Heisei International University. Seinen ersten Vertrag unterschrieb er 2012 beim Japan Soccer College. Für den Verein absolvierte er 22 Ligaspiele. 2014 wechselte er zu Sagawa Printing Kyoto (SP Kyoto FC). Für den Verein absolvierte er 13 Ligaspiele. 2016 wechselte er zum ReinMeer Aomori FC. Für den Verein absolvierte er 46 Ligaspiele. 2018 wechselte er zu Vanraure Hachinohe. Für den Verein absolvierte er 22 Ligaspiele. 2020 wechselte er zum Ococias Kyoto AC.